# Щавниця
Щавни́ця (пол. Szczawnica) — курортне місто належить до ґміни Щавниця Новотарського повіту Малопольського воєводства. Розташоване в південній Польщі, між П'єнінами та Західними Бескидами, на потоці Грайцарик.

## Положення
Щавниця лежить у долині потоку Грайцарик, яка є правою притокою річки Дунаєць. У місті потік Сопотниця та Скотницький Потік впадають у Грайцарик. Більша частина будівель та районів міста розташована в межах Бескиду Сондецького, натомість за долиною потоку Грайцарика вже піднімаються П'єніни. Будівлі міста розташовані між П'єнінами (переважно Малі П'єніни) та пасмом Радзейова (Бескид Сондецький).
Місто традиційно поділяється на два «райони»: Щавниця Дольна («Долішня»), основні будівлі якої зосереджені на висоті 435—480 м н.р.м. та Щавниця Вижня («Вишня»), основні будівлі на висоті від 460 до 520 м н.р.м. Між ними розташований Центр, а на північ, у долині Щавного Потоку, приблизно до 510 м н.р.м. піднімаються будівлі курортного району. Дві більші ряди колишнього поселення розвивались також у долинах потоків Скотницького та Сопотниці, а розкидані хутори сягали високо на схилах і навіть на самому хребті (хутір Пшислоп, 830 м н.р.м.) пасма Радзейова.

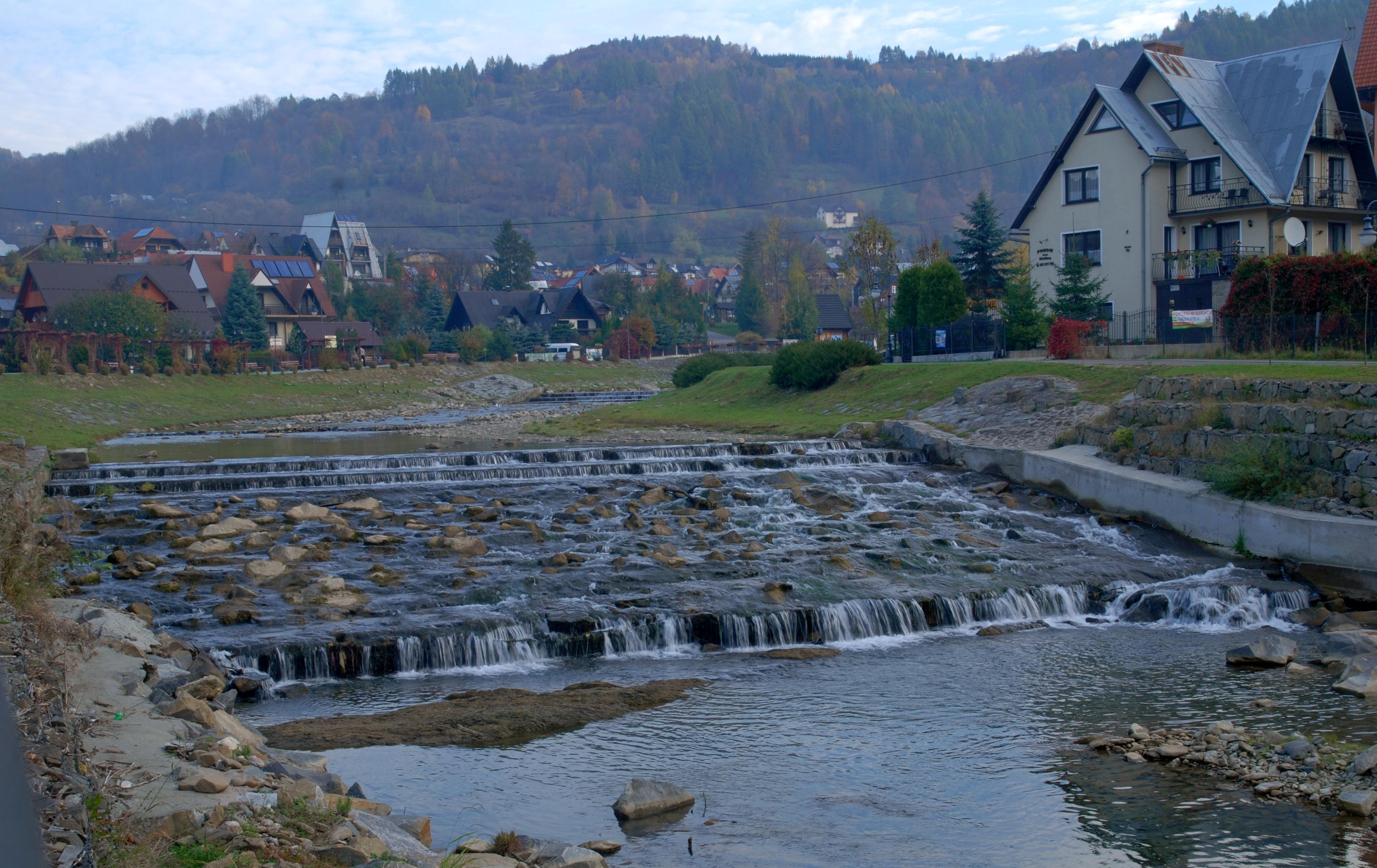
Потік Грайцарик
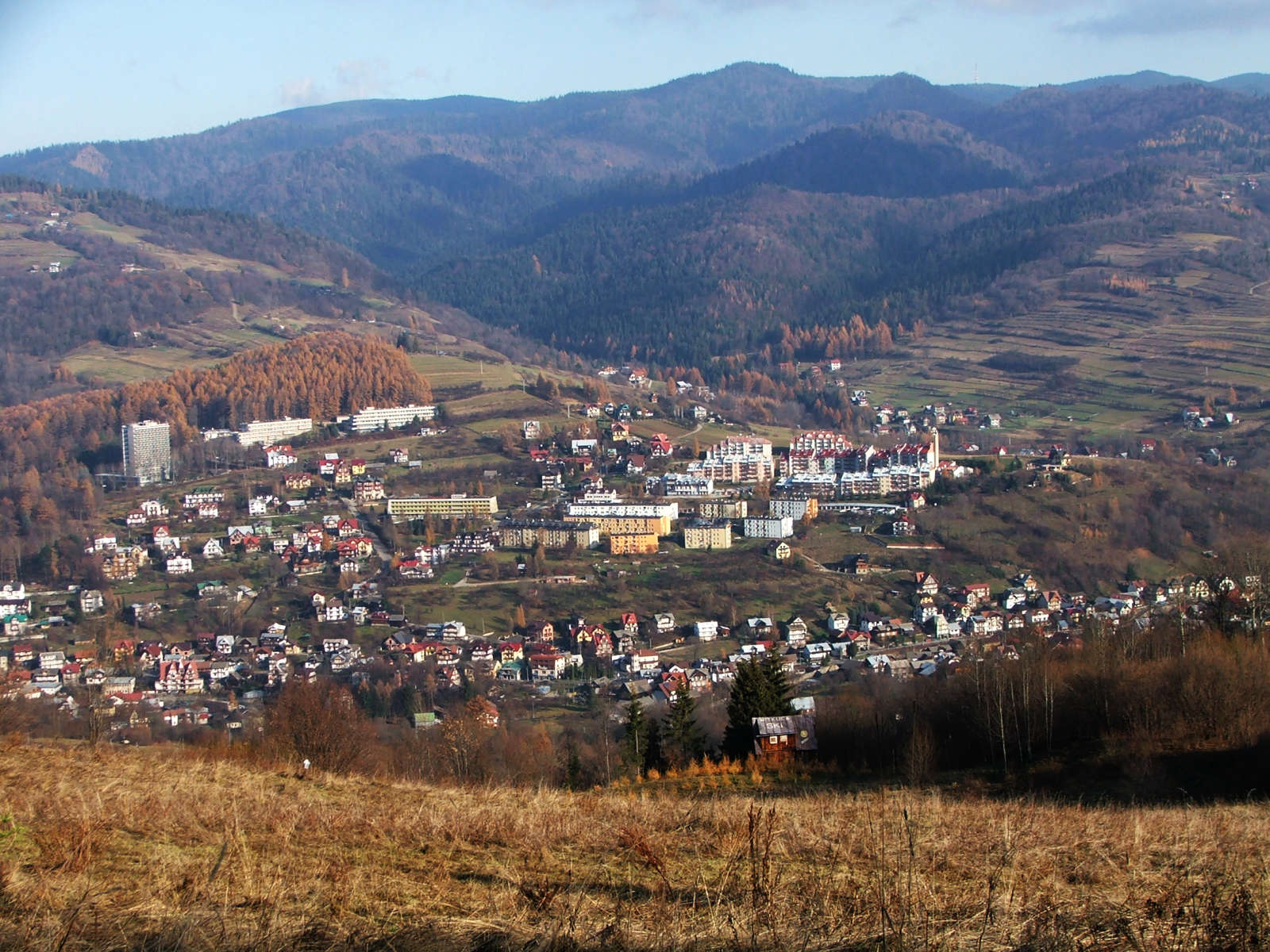
Загальний вигляд Щавниці з Данієльки
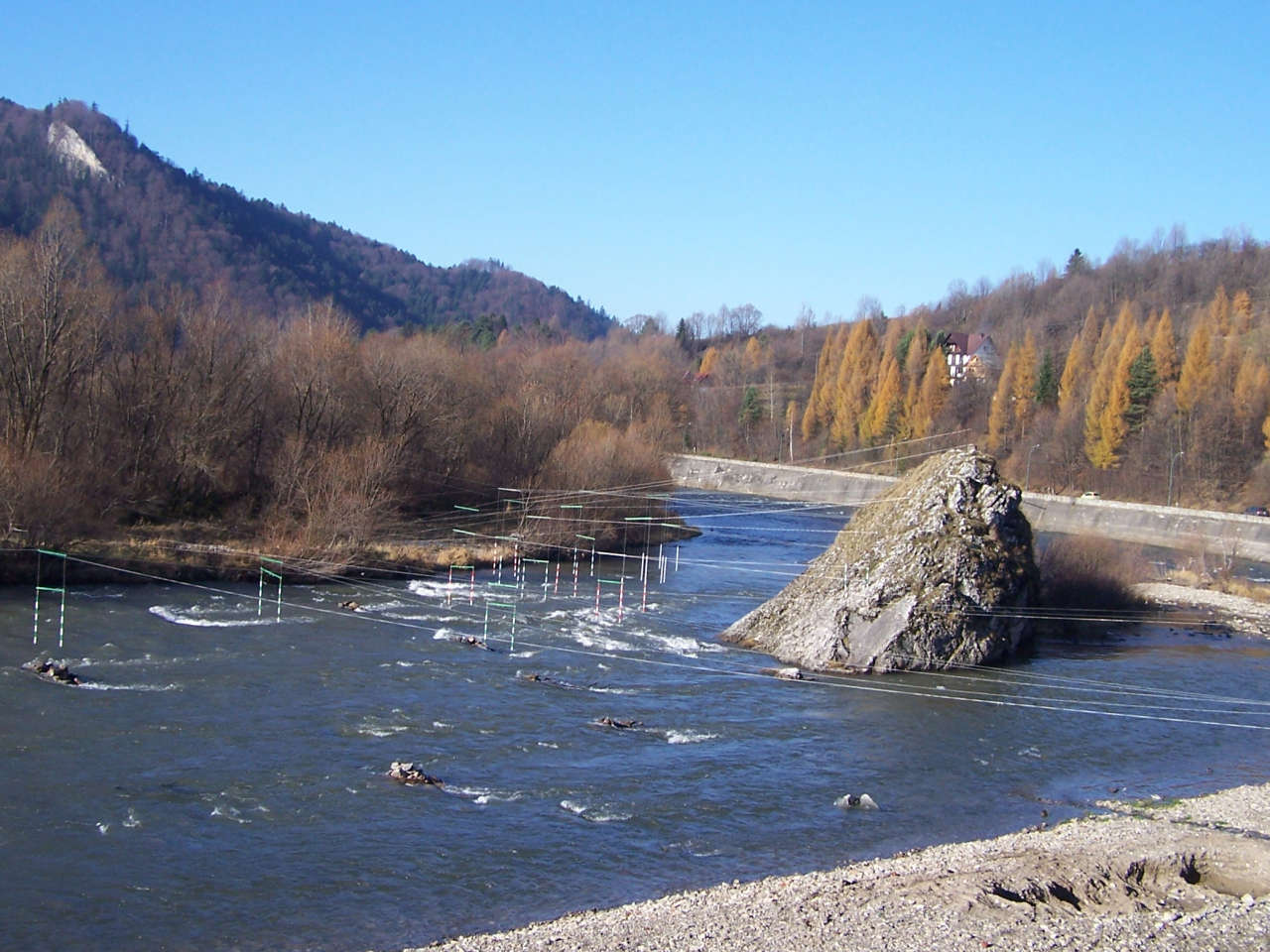
Дунаєць у Щавниці

## Курорт
Розташування курорту в долині потоку Грайцарик, правобережної притоки річки Дунаєць між пасмом П'єнін та Бескидом Сондецьким створює чудовий мікроклімат, сприятливий для покращення здоров'я та стану верхніх дихальних шляхів.
У районі Курорту є джерела дванадцяти кислих вод — вуглекислі мінеральні води, о якостях котрих, перші згадки відносяться до XVI століття. На сьогоднішній день і жителі, і пацієнти майже з усього світу отримують користь від цілющих властивостей.
Невіддільним елементом курорту є чудовий Бювет Мінеральних Вод, де гості можуть вживати вуглекислі мінеральні води багаті на оксалати бікарбонату, натрію, йодиду та броміду, багаті мінеральними солями та численними мікроелементами.
На тих, хто приїжджає на курорт П'єнін, чекають санаторії та лікувальний заклад з природної медицини. Вони виконують 42 види гідротерапії, інгаляції, лікувальної фізкультури, кінезітерапії та лікування питтям мінеральних вод.
Курорт спеціалізується на лікуванні респіраторних захворювань, включаючи хронічне запалення носа і горла, захворювання голосового апарату; алергічні захворювання органів дихання, бронхіальна астма; порушення опорно-рухового апарату, тобто дегенеративні захворювання суглобів та хребта, а також ревматичні захворювання та ревматоїдний артрит.
Для лікування гостей курорту використовуються власні бальнеологічні ресурси у вигляді мінеральних вод, що належать до курорту, а також якості середовища, якими є цілющий мікроклімат.

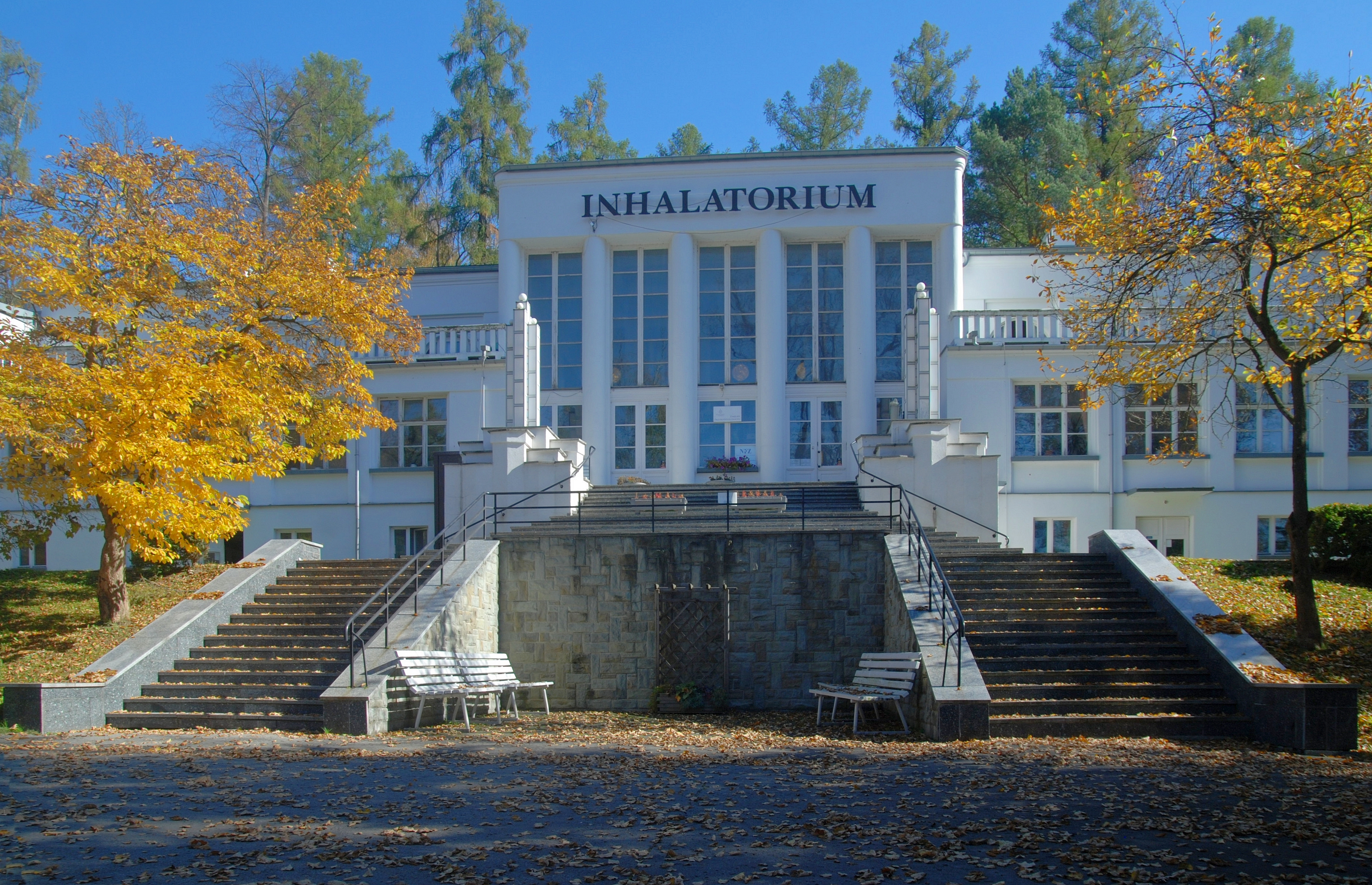
Санаторій інгаляторій
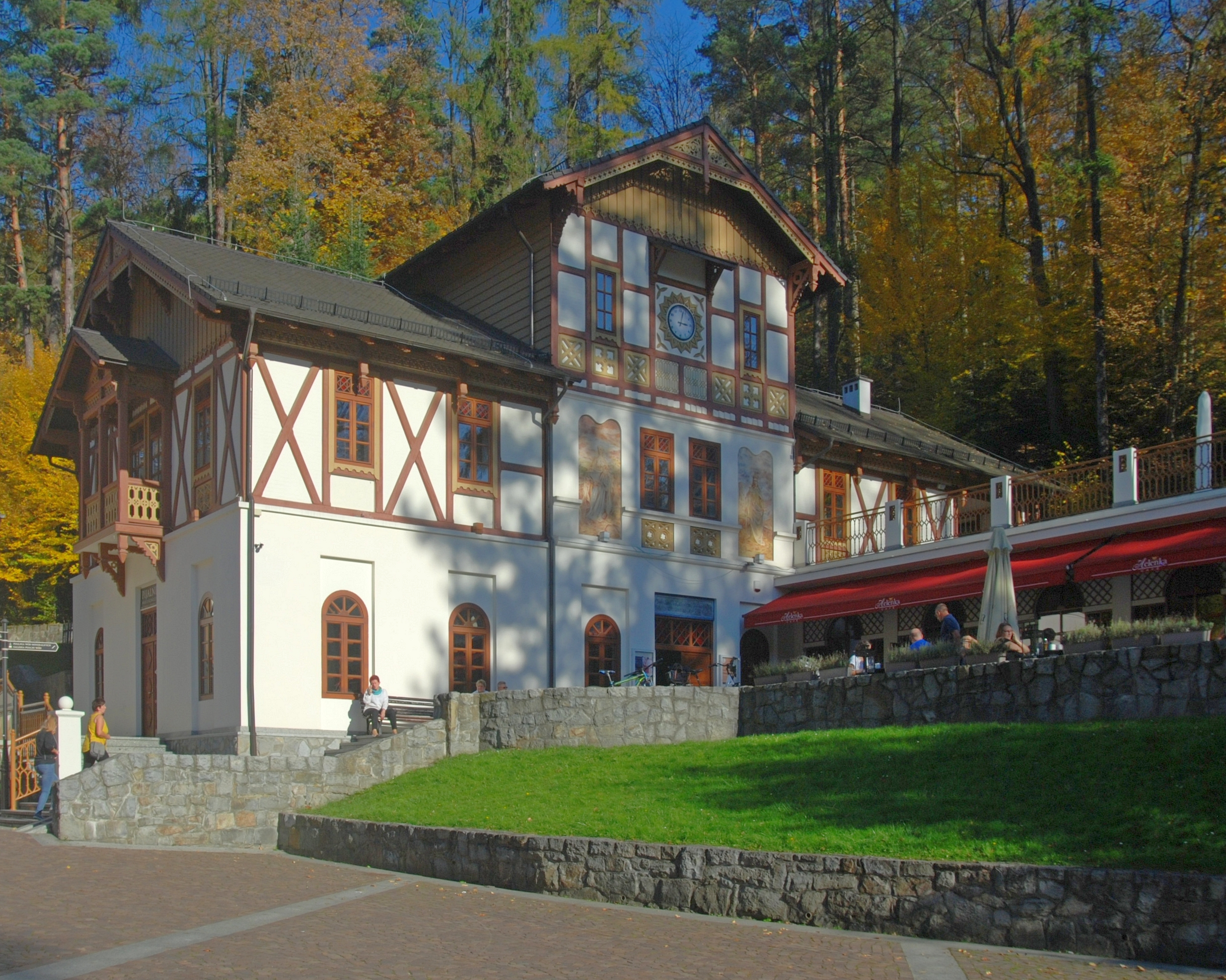
Бювет Мінеральних Вод
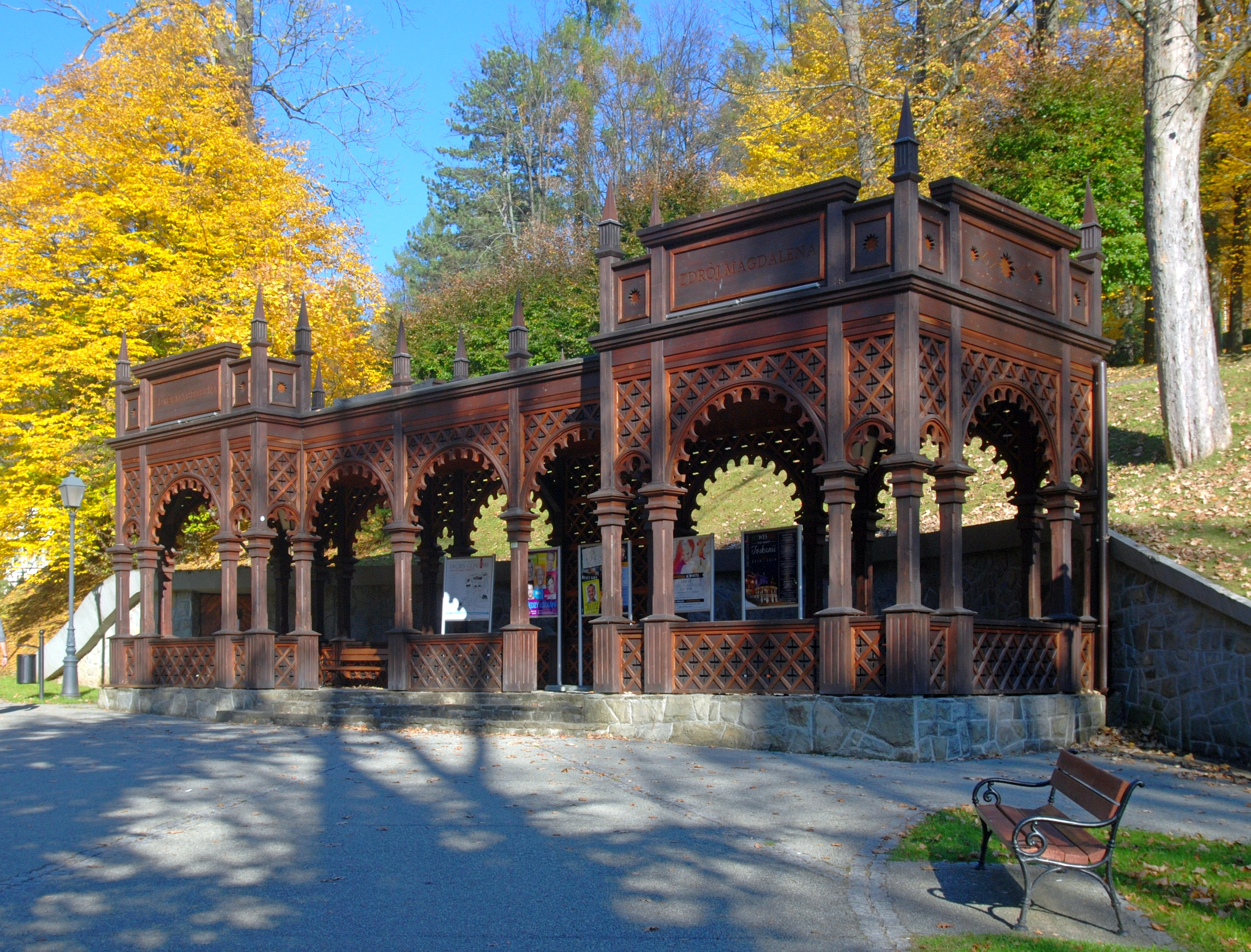
Джерело Магдалена

## Населення
Автохтонне населення — лемки, — спочатку були православними і належали до парафії у Шляхтовій. Поступово, під тиском польської адміністрації та численними і тривалими асиміляційними заходами вони златинізувалися, а далі — сполонізувалися, але ще в XIX ст. збереглися назви двох сіножатей — «попова» і «дякова». Перед Першою світовою війною Впр. о. Корнило Кузик знайшов у старому дерев'яному (тепер розібраному) костелі, на престолі заліплені образи греко-католицького обряду.

## Демографія
- За даними від 31 грудня 2010 року в місті проживало 6022 жителі[7]

- Демографічна структура станом на 31 березня 2011 року[1][8]:

|          | Загалом | Допрацездатний вік | Працездатний вік | Постпрацездатний вік |
| -------- | ------- | ------------------ | ---------------- | -------------------- |
| Чоловіки | 2857    | 576                | 1948             | 333                  |
| Жінки    | 3108    | 559                | 1784             | 765                  |
| Разом    | 5965    | 1135               | 3732             | 1098                 |

- За даними на кінець 2017 року було 5807 жителів[9].